# مودو جاني
مودو جاني (بالإنجليزية: Modou Jagne)‏ هو لاعب كرة قدم غامبي في مركز الهجوم، ولد في 14 فبراير 1983 في بانجول في غامبيا. شارك مع منتخب غامبيا لكرة القدم. أما مع النوادي، فقد لعب مع نادي رايندورف آلتاخ.

## وصلات خارجية
- مودو جاني على موقع قاعدة بيانات كرة القدم.إي يو (الإنجليزية)
- مودو جاني على موقع ناشيونال فوتبول تيمز (الإنجليزية)